# マケドニア正教会
マケドニア正教会（マケドニアせいきょうかい、マケドニア語:Македонска православна црква、ラテン文字転写:Makedonska pravoslavna crkva）は、オフリド大主教のもとに創設された正教会の独立教会。マケドニア正教会はマケドニアにおけるセルビア正教会の自治教会として1967年に創設されたが、コンスタンディヌーポリ総主教庁はじめ各正教会からその地位を承認されていない。
しかし、多くの正教会の教会は教義の一致に基づくマケドニア正教会の、聖体礼儀（聖餐）の有効性を含む機密の有効性については認めており、相互領聖も行われている。ただし、他の地域の正教会の神品（聖職者）がマケドニア正教会の神品と共同して奉神礼にあたる事が出来るかどうかは、当該教区を管轄する主教の判断による。
マケドニア正教会はマケドニアおよび同国出身者（ディアスポラ）に対して管轄が及んでいる。なお、正教会では国や地域ごとに独自の組織を設置し、マケドニア正教会はマケドニアにおける正教会の組織という位置づけになっている。そのため、その教義については正教会のものであるため、そちらを参照されたい。本項では組織としてのマケドニア正教会について述べる。

## 歴史

### 起源
1019年、第一次ブルガリア帝国を滅ぼした東ローマ帝国の皇帝バシレイオス2世は、ブルガリア正教会の総主教座を廃止したが、一定の自治を認め、オフリド大主教区が設置された。1767年、オフリド大主教区はオスマン帝国により解体され、コンスタンディヌーポリ総主教庁に併合された。この大主教区の復活をめざす運動は19世紀末から20世紀にかけて行われ、また、1874年にはこの地方はブルガリア正教会（この当時はブルガリアのエクザルフ教区：Bulgarian Exarchateと呼ばれた）へ帰属替えした。この時、スコピエ、オフリドの主教区のキリスト教徒たちは、共にブルガリア教会への帰属を求める投票が圧倒的であった。これによって、ブルガリア教会はヴァルダル・マケドニア（現北マケドニア共和国）およびピリン・マケドニアの全域を管轄下に置くことになった
。ブルガリア教会はまたエーゲ・マケドニアの一部をも管轄としていた。1890年、オフリドの市民たちはコンスタンディヌーポリ総主教庁に対して、かつてのオフリド大主教区の復活を求める請願を提出した
。この時、スコピエ府主教テオドシウスは、ブルガリア正教会に対して、マケドニア教会の分離を求める請願を幾度かにわたって行っている。テオドシウスは、このマケドニア教会の分離が、バルカン半島における混乱を終わらせる道と見ていた。

今こそが、この血のつながった兄弟たちによる争いあいを終わらせるべき時ではなかろうか。そしてそれは、（マケドニアの）国民の教会なくして、オフリド大主教区の設置のみによって果たしてなしうるのだろうか。私は確信している、キリスト教の兄弟たちよ。私は公言したい、あなた方は「マケドニア人」であると、これ以上トルコ人、この地に長らく君臨するパディシャー（Padishah、皇帝）に隷従することのないように。そして、この抑圧された地を、ハゲタカのように引き裂き求めんと欲するギリシャ人、ブルガリア人、セルビア人に隷従することのないように。

しかしその後ヴァルダル・マケドニアは第一次世界大戦の後の1918年にセルビアの一部となり、その後第二次世界大戦までの間この地方の教区はセルビア正教会のものとなった。第二次世界大戦中、ブルガリアがこの地方を占領した際は再びブルガリア正教会のものとなった。

### 独立教会としての成り立ち

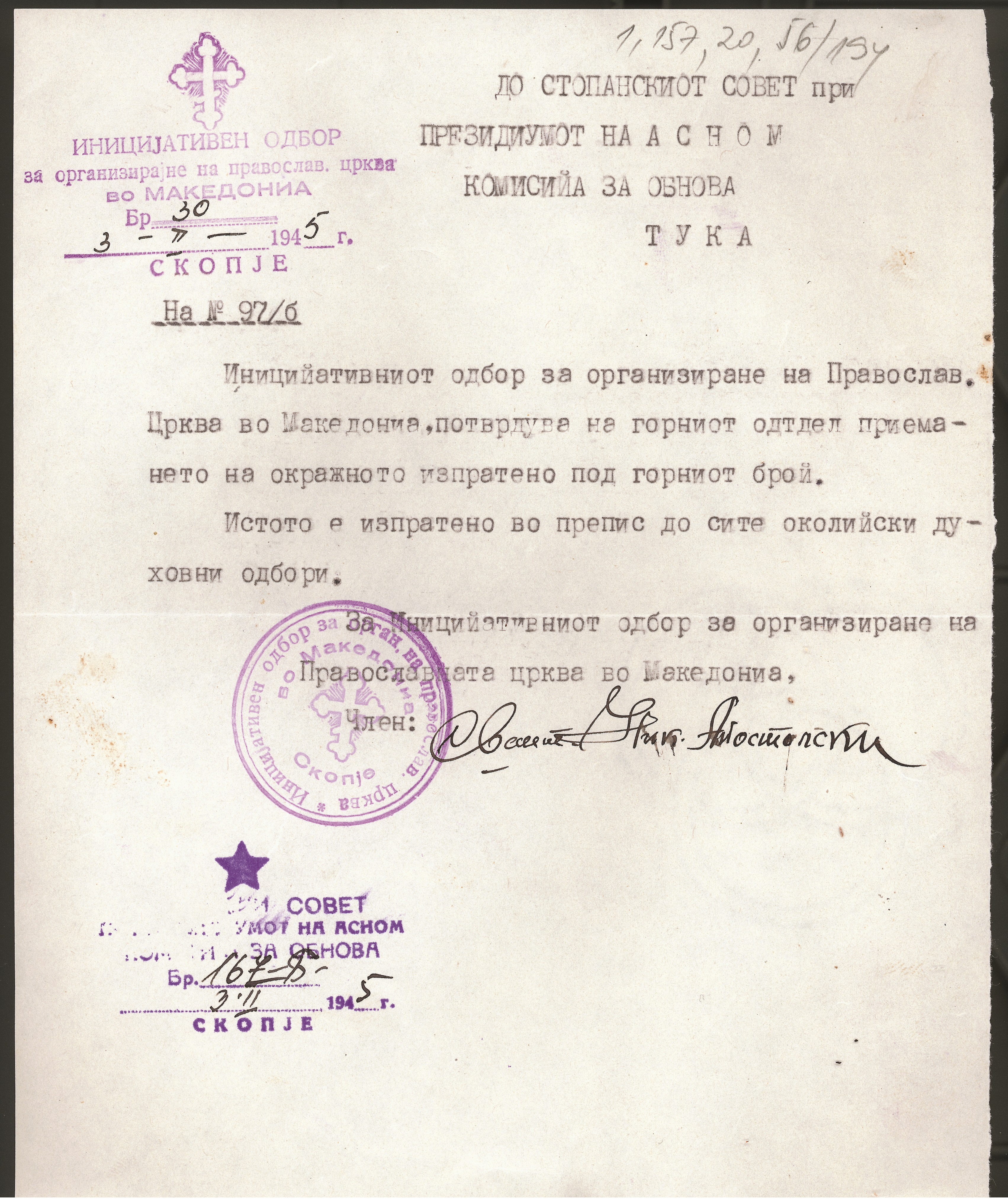
イニシアチブボードからの手紙は、1945年2月に独立したマケドニア正教会を整理するように求め、ASNOMの幹部会宛

1945年3月、ユーゴスラビア共産主義者同盟のもと、ユーゴスラビア連邦人民共和国が成立し、その構成国としてマケドニア社会主義共和国が成立した。1944年、スコピエにおいて、ヴァルダル・マケドニアの教区を管轄する立場にあったセルビア正教会によってオフリド大主教区の復活が議定された。決定はいったんは否定されたものの、1958年に認められ、またこのオフリド大主教区をマケドニア正教会へと改組する提案が1959年6月に認められた。この決定にはユーゴスラヴィアの共産主義政府の強い圧力があった。ドシテイ（Dositej）がはじめての大主教となった。この時点ではマケドニア正教会は、セルビア正教会の自治教会であった。
セルビア正教会は議定AS. No 47/1959 および6/1959、覚書 57 of June 17/4, 1959に同意した。この決定はマケドニアの司祭たちおよびセルビア総主教ゲルマン（German）による共同の奉神礼によって祝福され、セルビア正教会がマケドニア正教会を承認することを表した。1962年、セルビア総主教ゲルマンおよびロシア総主教アレクシス（Alexis）は、マケドニア正教会をたずねた。聖人メトディウス（Methodius）とキリル（Cyril）の祭日に、両者はマケドニア大主教ドシテイと共に、マケドニア正教会で初めてとなる奉神礼を共に祝福した。
1967年7月19日、オフリドにてマケドニア正教会は自ら独立教会であると宣言、マケドニア社会主義共和国の国民に対して公言した。

## 他の正教会との関係

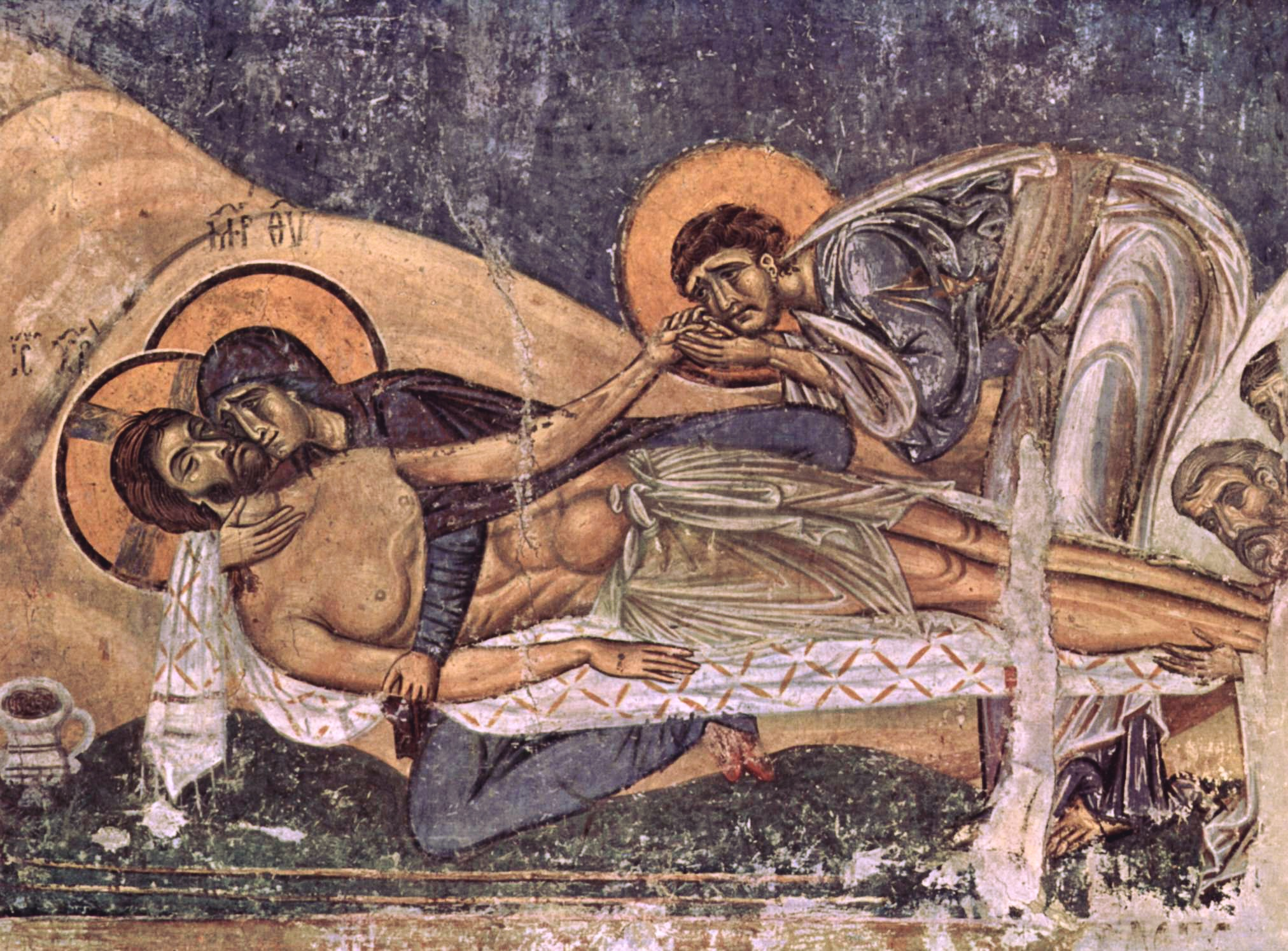
ハリストス（キリスト）への哀悼（1164年）スコピエ近くのネゼリ（Nerezi）のフレスコ画

ユーゴスラヴィアが分裂し、共産主義政権が崩壊したことにより、セルビア正教会とマケドニア正教会の間に新たな問題が生じた。その内容は、マケドニア正教会が自治を獲得する過程に関する問題点、および新たに独立した北マケドニア共和国において少数派となったセルビア正教会の信者に関する問題、中世ネマニッチ（Nemanjić）時代におけるセルビア正教会の聖堂に関する問題である。
2つの正教会は2002年、セルビアのニシュにて妥協を図るための交渉を行い、マケドニア人を教会法が定めるところによる事実上の（de facto）独立した存在であると位置づけた。合意はマケドニア正教会の3人の主教（オーストラリア府主教ペタル（Petar）、デバル（Debar）およびキチェヴォ（Kičevo）府主教ティモテイ（Timotej）、ストルミツァ（Strumica）府主教ナウム（Naum））によって承認された。しかしこの背景には政治的圧力があったとして、後にこれらの主教たちは再びこの合意を撤回、マケドニア側の主教では唯一オフリド大主教ヨヴァン（Jovan）のみがこの合意を認める立場におかれた。その後、突如として北マケドニア共和国政府およびマケドニア正教会の首座によって合意は破棄された。それに対してセルビア正教会は正統オフリド大主教区を設置し、自治権を付与、ヨヴァンを大主教に任命した。正統オフリド大主教区は北マケドニア共和国の中で孤立した立場に置かれている。
これら一連の出来事はセルビア正教会とセルビア共和国政府、そしてマケドニア正教会と北マケドニア共和国政府を巻き込み、相互に非難合戦を繰り広げる事態を招いた。マケドニア側は正統オフリド大主教区のヨヴァンをセルビア側の手先と決め付け、ヨヴァンはマケドニアのメディアによる彼の教会に対する非難キャンペーンに対する不満を口にした。ヨヴァンは「彼らは不安定で爆発性のある輪を人々の間に作り出し、人々をわれわれに対する仮想的なリンチへと向かわせている。」とForum 18 News Service に語った。
北マケドニア政府はヨヴァンの教会の承認を拒否、その信仰の場を攻撃、ヨヴァンを犯罪者として告発した。ヨヴァンは逮捕され、主教の地位を剥奪され、国外追放された。2005年にヨヴァンは帰国、洗礼を試み、再び逮捕された。ヨヴァンは18か月の懲役を言い渡され、収監され、彼にたいする訪問は厳しく制限された。2006年3月19日、220日を刑務所で過ごした後、ヨヴァンは釈放された。このヨヴァンに対する逮捕の理由は金銭の横領であり、教会資金の不適当な使用、およびマケドニア正教会に所属していた当時の教会資金の着服というものであった。
他方、セルビア正教会はマケドニア側によるプロホル・プチニスキ（Prohor Pčinjski）修道院への出入りを禁止した。この場所はマケドニアの国民の祭日イリンデン（Ilinden、8月2日の聖エリヤの日）を祝福する場所であり、またマケドニア人民解放反ファシスト会議（ASNOM）が初めて開かれた場所であった。マケドニアの入国管理局は聖職者の服装をしたセルビア側の聖職者を頻繁に入国拒否している。
両教会による「キリスト教の朋友関係と統一」に対する呼びかけにもかかわらず、現実にはこの問題を解決する動きはほとんどなされていない。
2022年6月5日、セルビア正教会より独立正教会の地位を認めるトモスが授与され、マケドニア正教会の独立教会を認めた。

## 組織
2005年の段階で、マケドニア正教会はオフリド大主教ステファン（Stefan、en）が首座主教の地位にある。ステファンは府主教など9人からなるマケドニア正教会の聖シノドの長を務める。
北マケドニア共和国にある教区は次の通り:
1. スコピエ教区: オフリドおよびマケドニア大主教ステファン
2. ポロク（Polog）およびクマノヴォ（Kumanovo）教区: 府主教キリル（Kiril）
3. デバル（Debar）およびキチェヴォ（Kičevo）教区: 府主教ティモテイ（Timotej）
4. プレスパ（Prespa）およびペラゴニア（Pelagonia）教区: 府主教ペタル（Petar）
5. ストルミツァ（Strumica）教区: 府主教ナウム（Naum）
6. ブレガルニツァ（Bregalnica）教区: 府主教イラリオン（Ilarion）
7. ポヴァルダリエ（Povardarie）教区: 府主教アガタンゲル（Agatangel）

北マケドニア共和国外にはアメリカ・カナダ教区（府主教メトディイ（Metodij））、ヨーロッパ教区（府主教ピメン（Pimen））、オーストラリア教区（府主教ペタル（Petar））はじめ6つの教区が置かれ、主にマケドニア人ディアスポラのために活動している。マケドニア正教会全体で司祭はおよそ500人、2000の聖堂や修道院を抱えている。教会内では月名に、マケドニアで一般に使われているものとは異なる古名を用いている（Macedonian monthsを参照）。

## ギャラリー

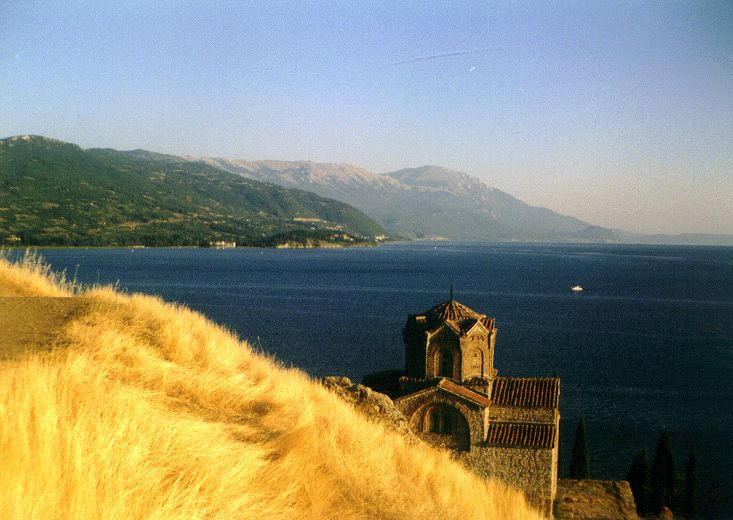
聖ヨヴァン教会 - オフリド
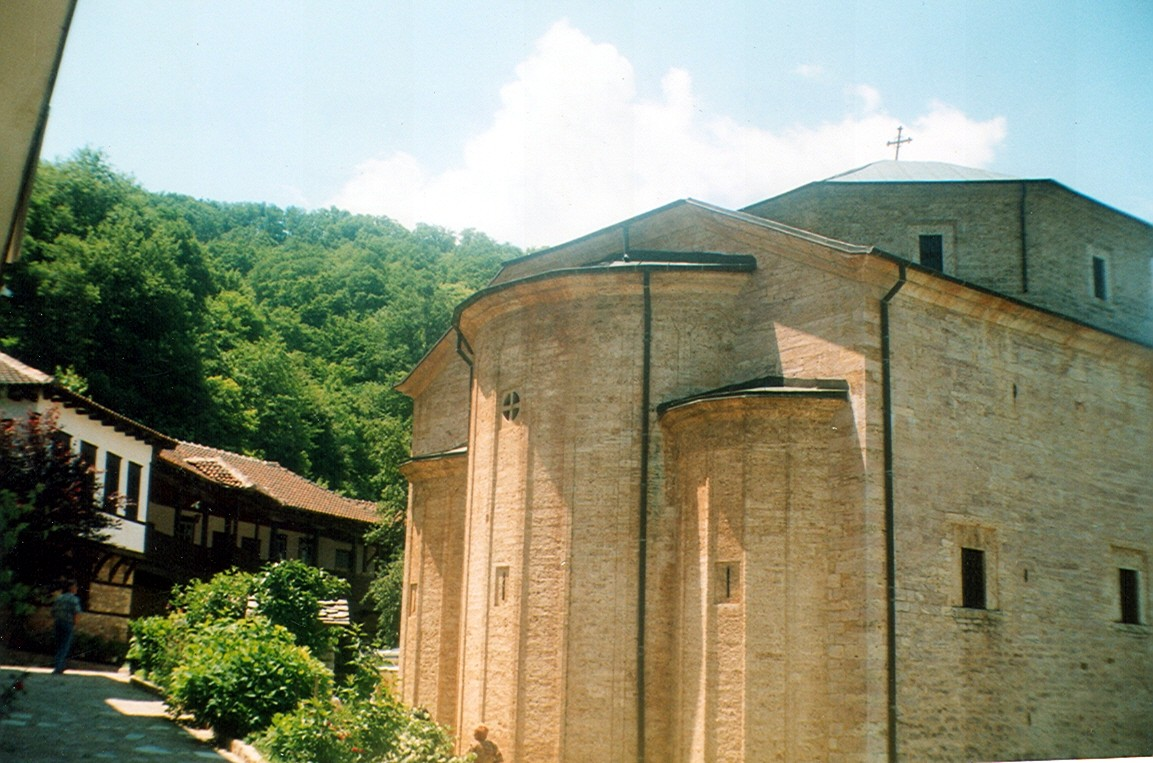
生神女修道院 - キチェヴォ
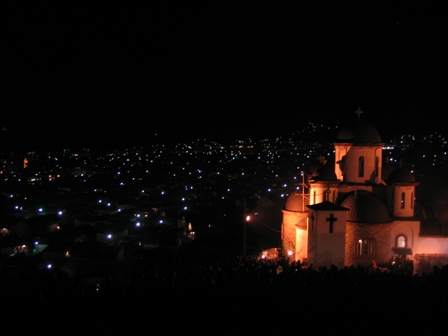
セバステの40人の致命者のためのビトラの教会
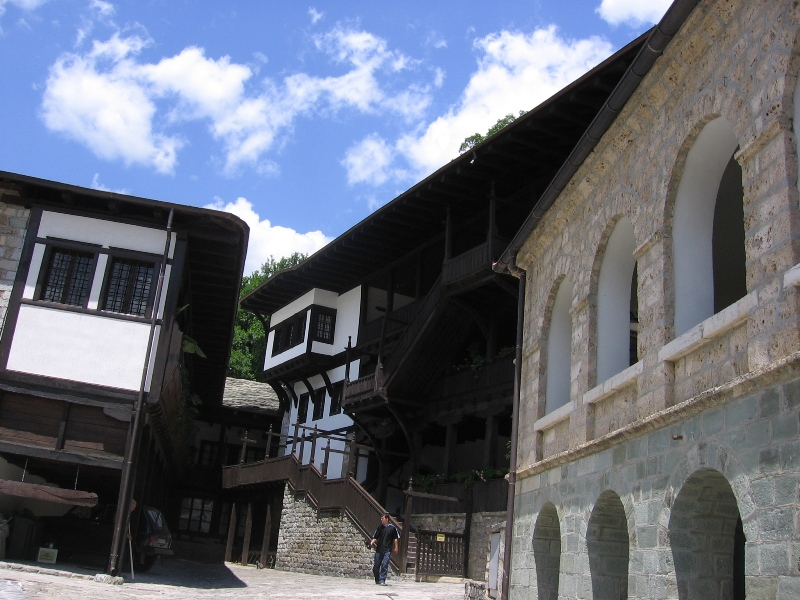
デバル近くの聖ヨヴァン・ビゴルスキ修道院

### 教区
- オーストラリアおよびニュージーランド教区
- ヨーロッパ教区
- ストルミツァ教区
- ブレガルニツァ教区

### 教会や修道院
- Sts. Peter and Paul, USA
- St. Stephen, Netherlands
- St. Clement of Ohrid, Germany
- Sts. Cyril and Methodius, Germany
- St. Naum of Ohrid, Sweden
- St. Naum of Ohrid, Switzerland
- Macedonian Orthodox Cathedral of the Dormition of the Virgin Mary ("St. Mary") - Greater Columbus, Ohio, USA Oldest congregation of the American Canadian Macedonian Orthodox Diocese, chartered September 17, 1958.  Please see the official records of the Ohio Secretary of State at these links:  Ohio Secretary of State Business Filings

### マケドニア国外の組織
- Macedonian Orthodox Youth Association of North America (MOYANA) （英語）